# Empis serrata
Empis serrata är en tvåvingeart som beskrevs av Franz Paula von Schrank 1803. Empis serrata ingår i släktet Empis och familjen dansflugor.
Artens utbredningsområde är Tyskland. Inga underarter finns listade i Catalogue of Life.